# جيف نيومان (عازف قيثارة)
جيف نيومان (بالإنجليزية: Jeff Newman)‏ هو عازف قيثارة أمريكي، ولد في 7 يناير 1942، وتوفي في 7 أبريل 2004.